# Zdenac
 Zdenac   falu Horvátországban, Károlyváros megyében. Közigazgatásilag Tounjhoz tartozik.

## Fekvése
Károlyvárostól 32 km-re délnyugatra, községközpontjától 1 km-re keletre, a Tounjčica bal partján fekszik.

## Története
A falunak 1857-ben 480, 1910-ben 354 lakosa volt. Trianonig Modrus-Fiume vármegye Ogulini járásához tartozott. 2011-ben a falunak 207 lakosa volt.

## Lakosság
| Lakosság változása | Lakosság változása | Lakosság változása | Lakosság változása | Lakosság változása | Lakosság változása | Lakosság változása | Lakosság változása | Lakosság változása | Lakosság változása | Lakosság változása | Lakosság változása | Lakosság változása | Lakosság változása | Lakosság változása | Lakosság változása |
| ------------------ | ------------------ | ------------------ | ------------------ | ------------------ | ------------------ | ------------------ | ------------------ | ------------------ | ------------------ | ------------------ | ------------------ | ------------------ | ------------------ | ------------------ | ------------------ |
| 1857               | 1869               | 1880               | 1890               | 1900               | 1910               | 1921               | 1931               | 1948               | 1953               | 1961               | 1971               | 1981               | 1991               | 2001               | 2011               |
| 480                | 485                | 398                | 361                | 351                | 354                | 313                | 349                | 328                | 337                | 296                | 260                | 268                | 231                | 207                | 207                |

## Nevezetességei
Védett műemlék a Jozefina út Karlovac - Zengg közötti szakaszán épített kétszintes kőhíd, mely két ütemben épült. Az első szakaszt 1777-ben V. Struppi mérnök ezredes építtette, majd 1843-ban, ugyanezen út rekonstrukciója során J. K. Knežić határőrnagy korszerűsítette a behajtó kőrámpákkal együtt. A híd mindkét szintje három félköríves ívből és alacsony mellvédből áll. Ez az egyetlen kétszintes híd a Horvát Köztársaságban, és mint ilyen, a 18. és 19. századi hídépítés egyik legértékesebb példája.